# Macuei várkastély

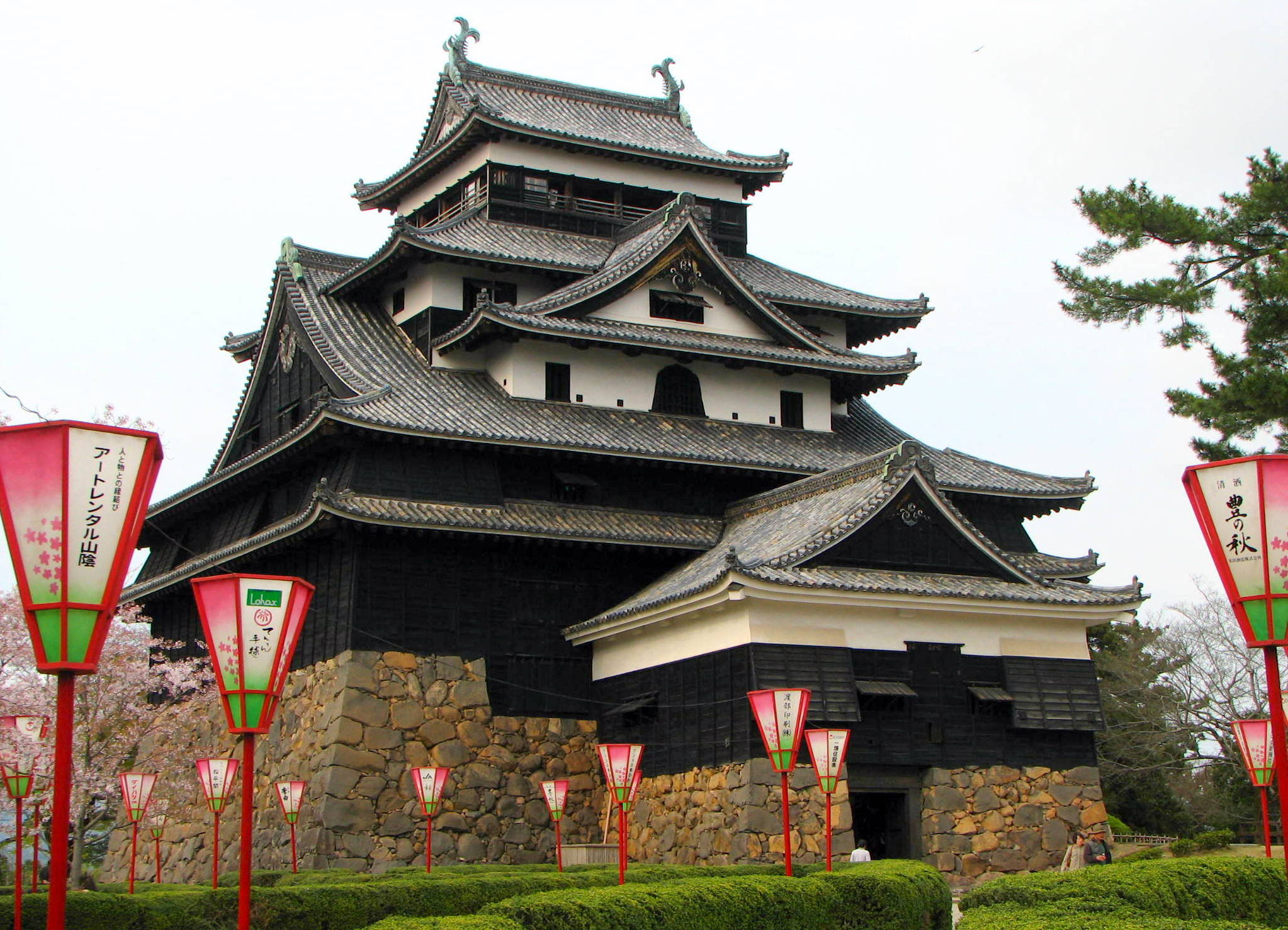
A Macuei várkastély tornya

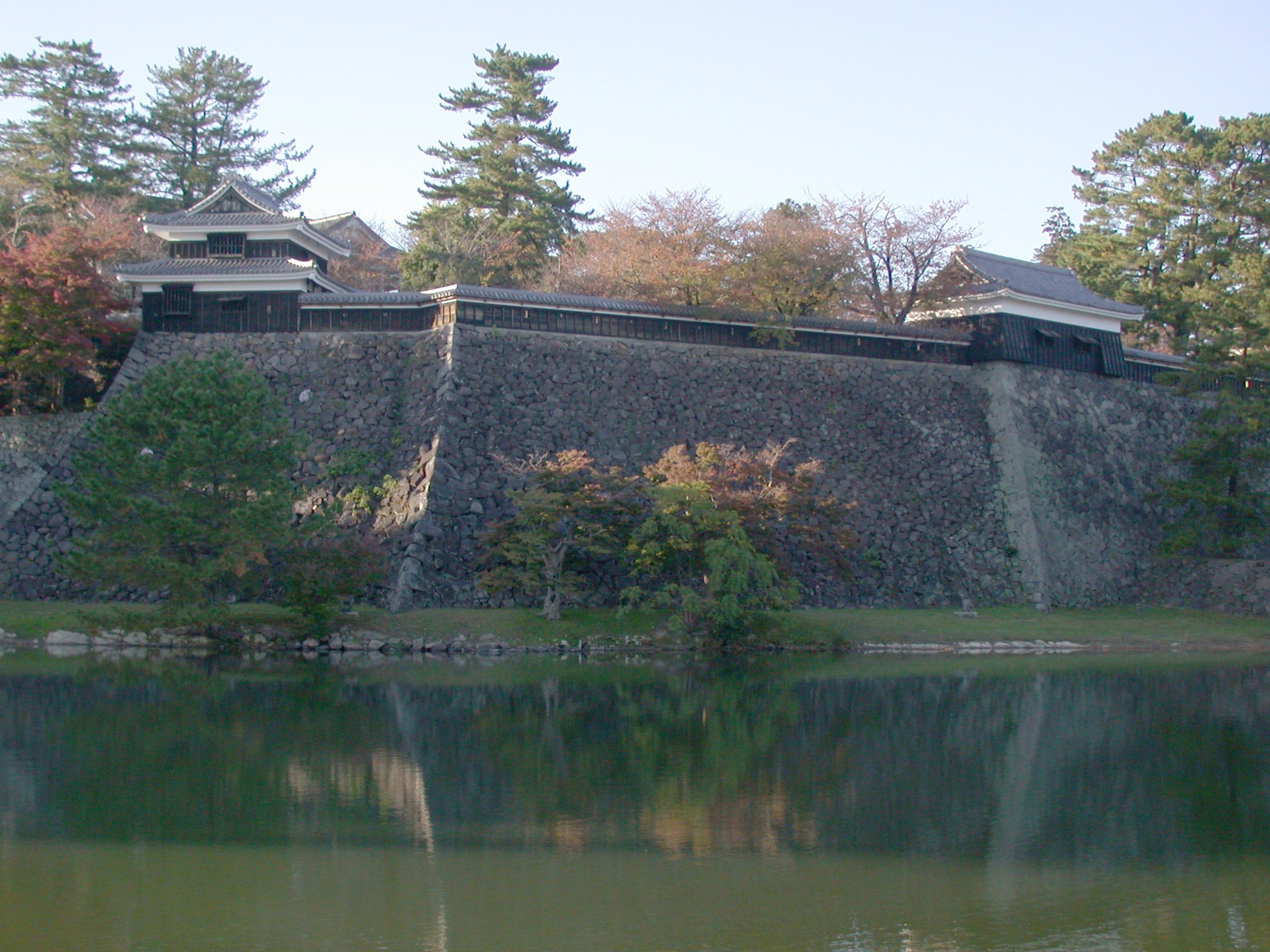
Ninomaru

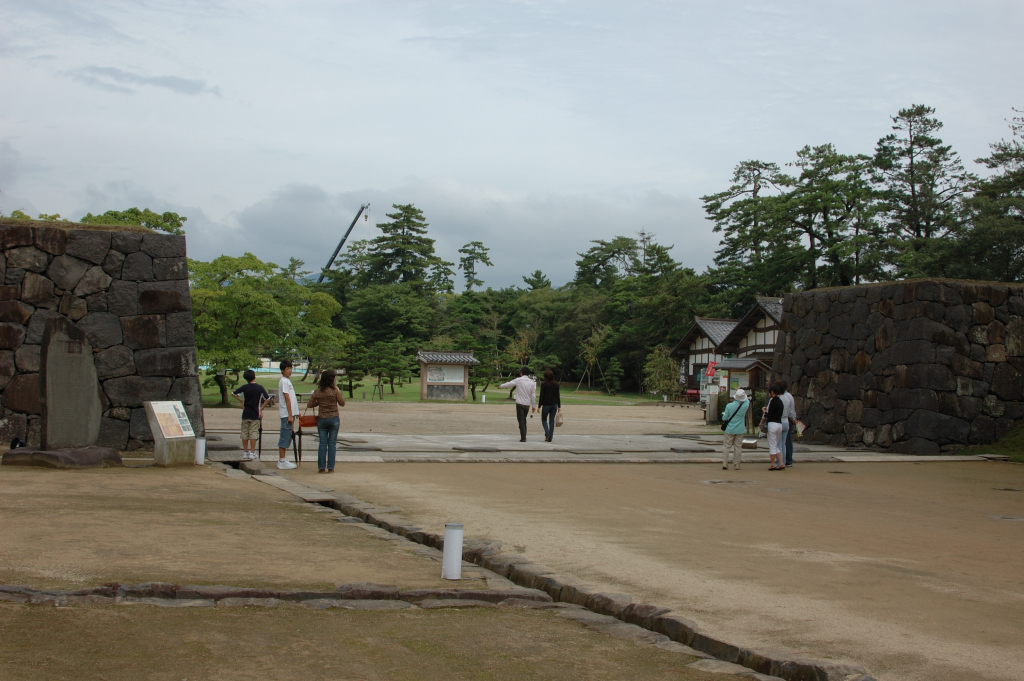
Az Ote kapu romjai

A Macuei várkastély (松江城; Hepburn: Matsue-jō) középkori japán várkastély, amely Simane prefektúrában lévő Macue település közelében található. A kastély úgy is ismert, mint a „fekete várkastély” és egyike a néhány középkori kastélynak, amely eredeti formájában maradt fenn Japánban és nem építették át beton és már modern építőanyagok felhasználásával.
A várkastély építése 1607-ben kezdődött és  1611-ben fejeződött be, a kastély a helyi daimjó, Horio Josiharu részére készült. 1638-ban a környék földesúri jogai a kastéllyal együtt a Macudaira családra szálltak át, akik a Japánt akkoriban uraló Tokugava család rokonai voltak.
A legtöbb japán kastély az idők során a háborúk, földrengések vagy más katasztrófák során teljesen elpusztult. Ebben nagy szerepet játszott az is, hogy a kastélyok szerkezetének nagy része fából készült és különösen sebezhető volt a tűzvészekkel szemben. A macuei várkastélyt azonban a feudális Japán nagy háborúskodásai után épült, ezért soha nem is ostromolták, ennek ellenére is csak a kastély tornya, a falak egy része és egy kapu romjai maradtak fenn mára.

## A kastély története
Az eredeti állapotában fennmaradt 12 középkori kastély közül ez az kastély az egyetlen, amely a Csúgoku régióban található. A fennmaradt kastélyok közül ez a második legnagyobb, tornya a harmadik legmagasabb (30 méter) és a hatodik legöregebb. A kastély építését 1607-ben kezdték az Izumo régió daimjójának, Horio Josiharunak parancsára. A kastély építését 1622-ben fejezték be teljesen.
A kastély urai előbb Horio Tadaharu, majd Kjógoku Tadataka voltak, utánuk a környék és a kastély egyaránt Macudaira Naomasza, Tokugava Iejaszu unokájának kezébe került. Macudaira és leszármazottai 10 generáción át, 234 évig uralták a kastélyt.
1875-ben a kastélyban található összes épületet lerombolták, a kastély tornyának kivételével, amelyet csak az mentett meg, hogy már akkor felismerték építészeti értékeit. 1950 és 1955 között a fennmaradt épületeket teljes mértékben és a hagyományos építőanyagok tiszteletben tartásával felújították.
A kastély tornya meglehetősen bonyolult és összetett épület: a kilátótornyok stílusában emelt épület kívülről ötemeletesnek tűnik, de valójában hat emelete van. A kastély falait feketére festették, és igen robusztusra építették, amely ellenállt a korabeli ostromfegyvereknek. A többi japán kastéllyal ellentétben, amelyet szabályos alakú kövekből építettek, a várkastély alapját szabálytalan kövek alkotják, amelynek a legkisebb felületű oldala néz a külvilág felé.
A torony mind a négy oldalán lévő ablakok tiszta időben lehetővé teszik Macue város és környékének megfigyelését.

## Információk látogatóknak
A kastély egész évben nyitva áll a látogatók előtt. A citadellába ingyenes a belépés, a kastély tornyát 550 jen ellenében lehet látogatni.

## További irodalom
- Schmorleitz, Morton S.. Castles in Japan. Tokió: Charles E. Tuttle Co. (1974. március 19.). ISBN 0-8084-1102-4
- Motoo, Hinago. Japanese Castles. Tokió: Kódansa, 200 pages. o. (1986. március 19.). ISBN 0-87011-766-1